# Saint-Lubin-des-Joncherets
Saint-Lubin-des-Joncherets – miejscowość i gmina we Francji, w Regionie Centralnym, w departamencie Eure-et-Loir.
Według danych na rok 1990 gminę zamieszkiwały 4403 osoby, a gęstość zaludnienia wynosiła 304 osoby/km² (wśród 1842 gmin Regionu Centralnego Saint-Lubin-des-Joncherets plasuje się na 75. miejscu pod względem liczby ludności, natomiast pod względem powierzchni na miejscu 906.).